# 27 september
27 september är den 270:e dagen på året i den gregorianska kalendern (271:a under skottår). Det återstår 95 dagar av året.

## Namnsdagar

### I den svenska almanackan
- Nuvarande – Dagmar och Rigmor
- Föregående i bokstavsordning
  - Cosmas – Namnet fanns, till minne av Kosmas en kristen läkare och martyr, som tillsammans med sin bror Damianus utförde många under i Mindre Asien, på dagens datum före 1620, då det utgick.
  - Dagmar – Namnet infördes på dagens datum 1901 och har funnits där sedan dess.
  - Damianus – Namnet fanns, till minne av Damianus en kristen läkare och martyr, som tillsammans med sin bror Kosmas utförde många under i Mindre Asien, på dagens datum före 1901, då det utgick.
  - Donald – Namnet infördes på dagens datum 1986, men flyttades 1993 till 7 augusti och utgick 2001.
  - Douglas – Namnet infördes på dagens datum 1986, men flyttades 1993 till 13 april, där det har funnits sedan dess.
  - Rigmor – Namnet infördes 1986 på 7 februari, men flyttades 1993 till dagens datum och har funnits där sedan dess.
- Föregående i kronologisk ordning
  - Före 1620 – Cosmas och Damianus
  - 1620–1900 – Damianus
  - 1901–1985 – Dagmar
  - 1986–1992 – Dagmar, Donald och Douglas
  - 1993–2000 – Dagmar och Rigmor
  - Från 2001 – Dagmar och Rigmor
- Källor
  - Brylla, Eva (red.). Namnlängdsboken. Gjøvik: Norstedts ordbok, 2000 ISBN 91-7227-204-X
  - af Klintberg, Bengt. Namnen i almanackan. Gjøvik: Norstedts ordbok, 2001 ISBN 91-7227-292-9

### Finlandssvenska almanackan
- Nuvarande från 1950[1] – Torolf
- I föregående revideringar[a][2]
  - 1929–1949 – Ali

## Händelser
- 1873 – Karl Theodor Robert Luther upptäcker asteroid 134 Sophrosyne.
- 1900 – John Filip Nordlund döms till döden för massmordet ombord på ångaren Prins Carl, som han utförde natten mellan 16 och 17 maj samma år.
- 1922 – Kung Konstantin I av Grekland abdikerar[3] till följd av grekernas nederlag i kriget mot Turkiet.
- 1931 – Sverige överger guldmyntfoten och kronkursen börjar flyta fritt.
- 1940 – En tremaktspakt mellan Tyskland, Japan och Italien undertecknas.
- 1954 – Den legendariska och stilbildande talkshowen The Tonight Show har premiär på den amerikanska tv-kanalen NBC under ledning av Steve Allen.
- 1957 – Dag Hammarskjöld väljs om till FN:s generalsekreterare.
- 1963 – Det sista tåget går på Möllebanan, varefter järnvägen läggs ner. Senare under hösten rivs rälsen upp.
- 1989 – Ernfrid Bogstedts begravning och gravsättning i minneslunden på Skogskyrkogården.
- 1998 – Sökmotorn Google grundas.
- 2003 – Månsatelliten SMART-1 skjuts upp.
- 2004 – Tv-nätverket NBC offentliggör på The Tonight Shows 50-årsdag att Conan O’Brien fem år senare kommer att efterträda Jay Leno som dess programledare.
- 2007 – Nasas Rymdsond Dawn lyfter från Cape Canaveral Air Force Station.

## Födda
- 1389 – Cosimo de' Medici, florentinsk affärsman och politiker
- 1533 – Stefan Batory, kung av Polen
- 1601 – Ludvig XIII, kung av Frankrike
- 1627 – Jacques-Bénigne Bossuet, fransk teolog, biskop av Meaux och talesman för gallikanismen
- 1696 – Alfonso dei Liguori, italiensk romersk-katolsk biskop och ordensgrundare, helgon
- 1719 – Barbara Campanini, italiensk ballerina med artistnamnet La Barberina
- 1722 – Samuel Adams, amerikansk politiker och folkledare, organiserade ”Boston Tea Party”
- 1777 – Johan Anders Wadman, svensk författare
- 1821 – Henri Frédéric Amiel, schweizisk författare
- 1827 – Hiram Rhodes Revels, amerikansk republikansk politiker, senator från Mississippi
- 1838 – Lawrence Sullivan Ross, amerikansk militär och politiker
- 1843 – Selma Billström, svensk författare
- 1850 – William L. Terry, amerikansk demokratisk politiker
- 1854 – Sixten Sparre, dansk löjtnant
- 1856 – Carl Peters, tysk upptäcktsresande
- 1864 – Andrej Hlinka, slovakisk katolsk präst och politiker
- 1868 – Abraham Buschke, tysk läkare
- 1871 – Grazia Deledda, italiensk författare, mottagare av Nobelpriset i litteratur 1926
- 1880 – Jacques Thibaud, fransk violinist
- 1889
  - Albin Ahrenberg, svensk flygare
  - Lars Tessing, svensk manusförfattare
- 1893 – Uno Larsson, svensk statistskådespelare, fotograf och biografmaskinist
- 1896 – Sam Ervin, amerikansk demokratisk politiker och jurist, senator från North Carolina
- 1908
  - Dagmar Olsson, svensk skådespelare, sångare och dansare
  - Thomas A. Wofford, amerikansk politiker, senator från South Carolina
- 1918 – Martin Ryle, brittisk fysiker, mottagare av Nobelpriset i fysik 1974
- 1919
  - Erik Liebel, svensk skådespelare
  - Charles H. Percy, amerikansk företagsledare och politiker, senator från Illinois
- 1920 – William Conrad, amerikansk skådespelare, tv-deckaren Cannon
- 1921 – John Malcolm Patterson, amerikansk politiker, guvernör i Alabama
- 1922 – Arthur Penn, amerikansk regissör
- 1925
  - J. Howard Edmondson, amerikansk demokratisk politiker, guvernör i Oklahoma, senator
  - Robert Edwards, brittisk fysiolog, mottagare av Nobelpriset i fysiologi eller medicin 2010
  - Nils Erik Enkvist, finländsk professor i lingvistik
- 1927
  - Romano Scarpa, italiensk Disney-tecknare
  - Bror Jacques de Wærn, svensk arkivarie, dokumentärfilmare och skådespelare
- 1934
  - Wilford Brimley, amerikansk skådespelare
  - Ib Glindemann, dansk kompositör och orkesterledare
- 1939 – Kathy Whitworth, amerikansk golfspelare
- 1942 – Gun Hellsvik, svensk politiker (M), justitieminister
- 1943 – Jeja Sundström, svensk trubadur och skådespelare
- 1945 – Göran Johnsson, svensk fackföreningsman, ordförande i Svenska metallindustriarbetareförbundet
- 1947
  - Vic Snyder, amerikansk demokratisk politiker
  - Meat Loaf, egentligen Marvin Lee Aday, amerikansk rockmusiker
- 1949 – Jahn Teigen, norsk musiker och schlagerartist
- 1951 – Wojciech Giertych, polsk romersk-katolsk präst och teolog
- 1953 – Diane Abbott, brittisk parlamentsledamot för Labour
- 1956 – Lennart Jähkel, svensk skådespelare
- 1957 – Karin Sjöberg, svensk skådespelare
- 1958 – Magnus Norell, svensk statsvetare
- 1966 – Debbie Wasserman Schultz, amerikansk demokratisk politiker, kongressledamot
- 1968 – Mari Kiviniemi, finländsk centerpartistisk politiker, statsminister
- 1970 – Jens Andersson, keyboardist i The Ark
- 1972 – Gwyneth Paltrow, amerikansk skådespelare
- 1973 – Kristoffer Zetterstrand, svensk konstnär
- 1976 – Francesco Totti, italiensk fotbollsspelare
- 1977 – Cristina Stenbeck, svensk-amerikansk affärskvinna
- 1978 – Ani Lorak, ukrainsk sångare
- 1980 – Sara Racey-Tabrizi, amerikansk modell
- 1982
  - Markus Rosenberg, svensk fotbollsspelare
  - Lil Wayne, amerikansk rappare
- 1984 – Avril Lavigne, kanadensisk sångare
- 1986 – Joakim Sjöhage, svensk fotbollsspelare
- 1993 – Ryan Murray, kanadensisk ishockeyspelare
- 1995 – Lina Leandersson, svensk skådespelare

## Avlidna
- 1590 – Urban VII, 69, påve
- 1660 – Vincent de Paul, 79, fransk romersk-katolsk präst och ordensgrundare, helgon
- 1700 – Innocentius XII, 85, påve
- 1735 – Peter Artedi, 30, svensk biolog, iktyologins fader
- 1808 – Wilhelm von Schwerin, 15, greve, underlöjtnant i Svea artilleriregemente, sårades dödligt i slaget vid Oravais
- 1828 – William Chamberlain, 73, amerikansk federalistisk politiker, kongressledamot
- 1832 – Karl Christian Friedrich Krause, 51, tysk författare och filosof
- 1868 – Alexander Walewski, 58, fransk politiker och ambassadör
- 1911 – Fletcher D. Proctor, 50, amerikansk republikansk politiker, guvernör i Vermont
- 1917 – Edgar Degas, 83, fransk konstnär
- 1919 – Adelina Patti, 76, italiensk-amerikansk sopran
- 1920 – Ewert Camitz, 65, svensk disponent och politiker (liberal)
- 1921 – Engelbert Humperdinck, 67, tysk kompositör
- 1932 – John Sharp Williams, 78, amerikansk demokratisk politiker
- 1940
  - Walter Benjamin, 48, tysk filosof, litteraturvetare och konstkritiker
  - Julius Wagner-Jauregg, 83, österrikisk neuropsykiatriker, mottagare av Nobelpriset i fysiologi eller medicin 1927
- 1944 – Aimee Semple McPherson, 53, amerikansk evangelist
- 1948 – Olga Adamsen, 86, svensk skådespelare
- 1950 – Viktor Larsson, 81, svensk politiker
- 1954
  - Alexander Abasjeli, 70, georgisk poet, prosaförfattare och science fiction-författare
  - Maximilian von Weichs, 72, tysk generalfältmarskalk
- 1956 – Babe Zaharias, 45, amerikansk mångsidig idrottare
- 1960
  - Richard Lund, 75, svensk skådespelare
  - Sylvia Pankhurst, 78, brittisk suffragett
- 1965 – Clara Bow, 60, amerikansk skådespelare
- 1979 – Gracie Fields, 81, brittisk skådespelare och sångare
- 1983 – Tino Rossi, 76, fransk sångare och skådespelare
- 1986 – Cliff Burton, 24, amerikansk musiker
- 1993
  - Paolo Caldarella, 29, italiensk vattenpolospelare
  - Milan Muškatirović, 59, jugoslavisk vattenpolomålvakt
- 1998 – Micha Koivunen, 34, svensk skådespelare
- 2003 – Donald O'Connor, 78, amerikansk skådespelare
- 2008 – Bengt Rundgren, 77, svensk operasångare
- 2011
  - David Croft, 89, brittisk tv-producent och manusförfattare, Krutgubbar, 'Allå, 'allå, 'emliga armén
  - Erik Wedersøe, 73, dansk skådespelare
- 2012 – Herbert Lom, 95, tjeckiskfödd brittisk skådespelare
- 2014 – Antti Lovag, 94, ungersk-fransk arkitekt
- 2017 – Hugh Hefner, 91, amerikansk medieföretagare, grundare av herrtidningen Playboy
- 2018 – Marty Balin, 76, amerikansk sångare och gitarrist, medlem i gruppen Jefferson Airplane
- 2021 – Roger Hunt, 83, engelsk fotbollsspelare
- 2022 – Broder Andrew, 94, nederländsk författare och kristen missionär
- 2023 – Michael Gambon, 82, irländsk-brittisk skådespelare
- 2024 – Maggie Smith, 89, brittisk skådespelare